# 완벽한 파트너
《완벽한 파트너》는 2011년에 개봉한 대한민국의 영화이다.

## 캐스팅
- 김영호 : 준석 역
- 김혜선 : 명희숙 역
- 김산호 : 민수 역
- 윤채이 : 연희 역
- 정주희 : 수진 역
- 문지영 : 상미 역
- 이주원 : 예선 역
- 정태욱 : 사무엘 역
- 최지훈 : 상범 역
- 이진무 : 주만 역
- 양덕환 : 주영 역
- 오경수 : 오대표 역
- 문용성 : 유교수 역
- 심산 : 심원장 역
- 김대우 : 민수아 역
- 하일수 : 정피디 역
- 조성희 : 김과장 역
- 성민수 : 김사장 역
- 김영훈 : 녹음기사 역
- 남성준 : 영화관객 1 역
- 김정태 : 정태 역 (특별출연)
- 이수용 : 영화 속 남주연 역 (특별출연)
- 강현주 : 영화 속 여주연 역 (특별출연)
- 김하진 : 영화 속 여주연 역 (특별출연)